# Ники Лауда
Андреас Николас „Ники“ Лауда (Беч, 22. фебруар 1949 — Цирих, 20. мај 2019) бивши је аустријски аутомобилиста. Био је троструки светски шампион Формуле 1. Осим формулом 1 бавио се и предузетништвом, а био је и пилот.
У тркама Формуле 1 учествовао је од 1971. до 1985. године. За време Велике награде Немачке 1976, на стази Нирбургринг, доживео је несрећу са својим болидом, имао је тешке опекотине главе али се опоравио и наставио да се такмичи.
Освојио је три шампионске титуле: 1975, 1977. и 1984. године. Више шампионских титула од њега имају једино Михаел Шумахер, Хуан Мануел Фанђо, Себастијан Фетел, Луис Хамилтон и Ален Прост и Макс Верштапен